# Pikeville
La ville de Pikeville (en anglais [ˈpaɪkvəl]) est le siège du comté de Pike, dans le Commonwealth du Kentucky, aux États-Unis. Sa population s’élevait à 6 903 habitants lors du recensement de 2010, estimée à 7 106 habitants en 2016.

## Histoire
Fondée en 1822, la ville tire son nom de Zebulon Pike.

## Démographie
| Groupe            | Pikeville | Kentucky | États-Unis |
| ----------------- | --------- | -------- | ---------- |
| Blancs            | 93,1      | 87,8     | 72,4       |
| Afro-Américains   | 2,7       | 7,8      | 12,6       |
| Asiatiques        | 1,9       | 1,1      | 4,8        |
| Métis             | 1,6       | 1,7      | 2,9        |
| Autres            | 0,6       | 1,3      | 6,4        |
| Amérindiens       | 0,1       | 0,2      | 0,9        |
| Total             | 100       | 100      | 100        |
|                   |           |          |            |
| Latino-Américains | 1,7       | 3,1      | 16,7       |

Selon l'American Community Survey, pour la période 2011-2015, 96,55 % de la population âgée de plus de 5 ans déclare parler anglais à la maison, alors que 0,98 % déclare parler l'espagnol, 0,77 % le tagalog, 0,57 % l'allemand et 1,12 % une autre langue.